# Epictia goudotii
Espèce
Synonymes
- Stenostoma goudotii Duméril & Bibron, 1844
- Leptotyphlops goudotii (Duméril & Bibron, 1844)
- Stenostoma fallax Peters, 1857
- Leptotyphlops albifrons margaritae Roze, 1952
- Leptotyphlops gadowi Duellman, 1956

Epictia goudotii est une espèce de serpents de la famille des Leptotyphlopidae.

## Répartition
Cette espèce se rencontre au Mexique, au Belize, au Guatemala, au Honduras, au Salvador, au Nicaragua, au Costa Rica, au Panamá, en Colombie, au Venezuela, à Bonaire et à la Trinité.

## Description

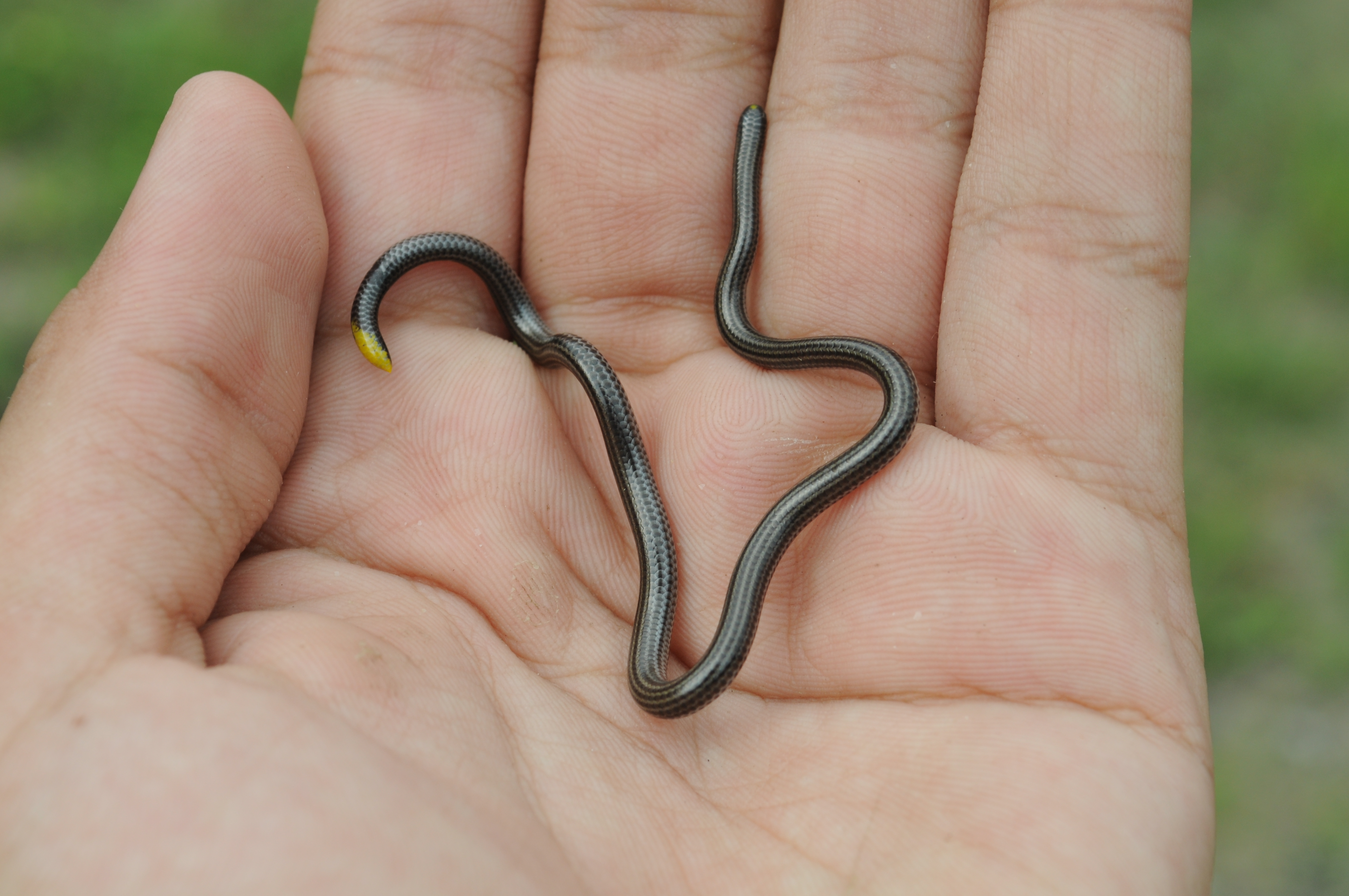

Ce serpent aveugle vivant sous terre, remonte à la surface quand ses galeries souterraines sont inondées.
Il n'est pas venimeux et se nourrit de petits animaux trouvés dans le sol.

## Taxinomie
La sous-espèce Epictia goudotii ater a été élevée au rang d'espèce par Savage en 2002 et les sous-espèces Epictia goudotii bakewelli et Epictia goudotii phenops par Wallach, Williams et Boundy en 2014.

## Étymologie
Cette espèce est nommée en l'honneur de Justin-Marie Goudot.

## Publication originale
- Duméril & Bibron, 1844 : Erpétologie générale ou Histoire naturelle complète des reptiles. Librairie encyclopédique Roret, Paris, vol. 6, p. 1-609 (texte intégral).